# Saint-Valérien-de-Milton
Pour les articles homonymes, voir Saint-Valérien et Milton.
Saint-Valérien-de-Milton [sɛ̃t valeʁjɛ̃ də miltən] est une municipalité du Québec située dans la MRC des Maskoutains en Montérégie.

## Toponymie

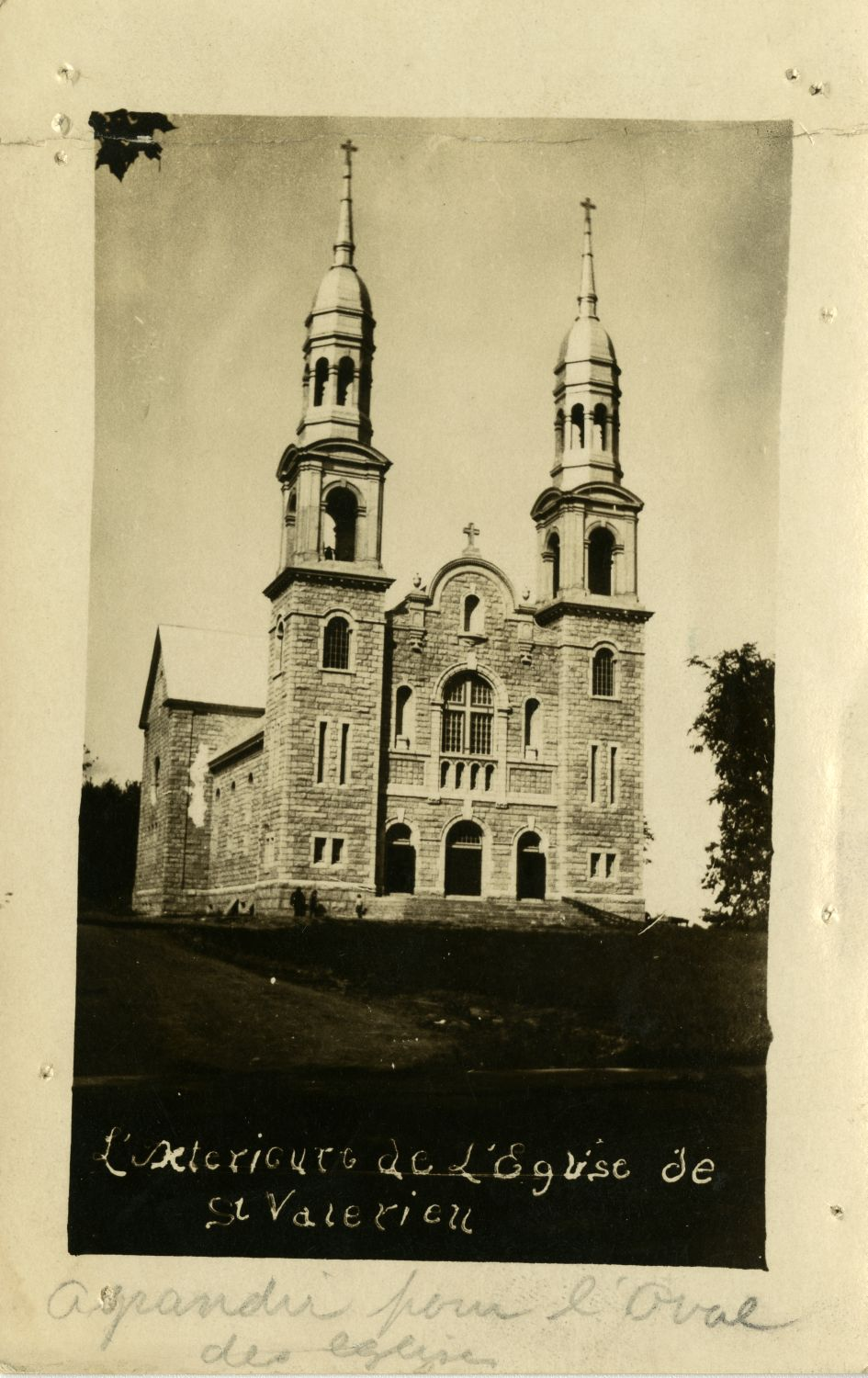
L'église vers 1910

La dénomination « Saint-Valérien » rappelle Valérien de Rome et « Milton » fait référence au premier colon du canton, Milton Reynolds.

## Histoire
La paroisse de Saint-Valérien-de-Milton a été fondée en 1854, reconnue sur le plan religieux en 1856 et sur le plan civil sous la dénomination abrégée « Saint-Valérien » l'année suivante. La municipalité du canton de Saint-Valérien-de-Milton sera érigée en 1864.
Le 4 avril 2009, celle-ci changea son statut de municipalité de canton pour celui de municipalité.

## Géographie
La rivière Noire, un affluent de la rivière Yamaska, traverse l'ouest de la municipalité en coulant vers le sud-est.

## Démographie
| 1991  | 1996  | 2001  | 2006  | 2011  | 2016  | 2021  |
| ----- | ----- | ----- | ----- | ----- | ----- | ----- |
| 1 767 | 1 776 | 1 775 | 1 718 | 1 840 | 1 793 | 1 767 |

Langue maternelle (2011)
| Langue              | Population | Pct (%) |
| ------------------- | ---------- | ------- |
| Français seulement  | 1 815      | 98,91 % |
| Anglais seulement   | 10         | 0,54 %  |
| Français et Anglais | 5          | 0,27 %  |
| Autres langues      | 5          | 0,27 %  |

## Administration
Les élections municipales se font en bloc pour le maire et les six conseillers.
| Saint-Valérien-de-Milton Maires depuis 2001                                                                           |                    |         |          |
| Élection | Maire              | Qualité | Résultat |
| 2001 | Michel Daviau      |         | Voir     |
| 2005 | Raymonde Plamondon |         | Voir     |
| 2009 | Raymonde Plamondon | Voir    |          |
| 2013 | Raymonde Plamondon | Voir    |          |
| 2017 | Daniel Paquette    |         | Voir     |
| 2021 | Daniel Paquette    | Voir    |          |
| Élection partielle en italique Depuis 2005, les élections sont simultanées dans toutes les municipalités québécoises. |                    |         |          |